# Жак Шабан
Жак Шабан (фр. Jacques II de Chabannes; око 1470 — Павија, 24. фебруар 1525) био је француски маршал.
Истакао се 1507. године у опсади Ђенове, у биткама 1512. године код Равене, 1515. године код Марињана и 1522. код Бикоке. Погинуо је у бици код Павије.